# James Henry (calciatore)
James Henry (Reading, 10 giugno 1989) è un calciatore inglese, centrocampista dell'Aldershot Town.

## Carriera
Nel 2007 il Daily Mail lo ha considerato come uno dei possibili talenti del futuro per la nazionale inglese.
È cresciuto nelle giovanili del Reading, per poi nel 2010 trasferirsi al Millwall per fare 3 anni e poi dopo un anno in prestito al Wolverhampton decise di trasferirsi a titolo definitivo.

## Palmarès

### Club

#### Competizioni nazionali
- Football League One: 1

Wolverhampton: 2013-2014
- FA Trophy: 1

Aldershot Town: 2024-2025